# CDisplay
CDisplay ou CDisplay Comic Reader é um dos mais populares leitores de quadrinhos ("imagens sequenciais")  em Windows. E também um dos primeiros. É um freeware e roda em Windows (várias versões).[carece de fontes?] O programa, junto com o formato Comic Book Archive File, são parte importante da transição dos quadrinhos do formato analógico para o digital.
Foi compilado usando compilador Borland C++ 5.0 e roda em vários de plataformas Windows, como Windows '98, NT, XP e Vista.

## Formatos
Suporta os formatos mais populares como CBZ (ZIP) E CBR (RAR).
CDisplay suporta JPEG, PNG, GIF, BMP e TXT e também arquivos SFV.

## Informações
- Desenvolvedor: David Ayton
- Última versão: 1.8 (abril de 2004)
- Gênero: visualizador de imagens/leitor de quadrinhos